# 리눅스 커널 인터페이스

Linux API, Linux ABI, and in-kernel APIs and ABIs

리눅스 커널은 설계에 따라 다양한 목적들과 다양한 속성들에 사용되는 사용자 공간 애플리케이션에 여러 인터페이스들을 제공한다. 리눅스 커널에는 두 종류의 API가 존재하는데 "커널 사용자 공간" API와 "커널 내부" API가 그것이다.

## 리눅스 API

리눅스 API는 리눅스 커널의 시스템 호출 인터페이스로 구성되며 이것은 GNU C 라이브러리(GNU에 의한), libcgroup, libdrm, libalsa 그리고 libevdev(freedesktop.org에 의한)이다.

리눅스 API vs. POSIX API

리눅스 API는 커널 사용자 공간 API로서, 사용자 공간에서 프로그램들이 리눅스 커널의 시스템 자원들과 서비스들에 접근할 수 있게 한다. 이것은 리눅스 커널의 시스템 호출 인터페이스와 GNU C 라이브러리(glibc)에 있는 서브루틴들로 이루어진다. 리눅스 API의 개발의 초점은 POSIX에서 정의된 명세들의 사용 가능한 특징들(POSIX에서 정의되지 않은 추가적인 특징들을 구현하는 커널 사용자 공간 API처럼 합리적으로 호환되고 탄탄하며 기준에 맞고 또한 POSIX에서 정의되지 않은 추가적인 특징들을 제공하는)을 제공하는 것이었다.
리눅스 API는 원한다면 몇 십년 동안 안정적이고 고장나지 않은 채로 유지된다; 이 안정성은 소스 코드의 이식 가능함을 보장한다. 동시에 리눅스 커널 개발자들은 역사적으로 새로운 시스템 호출들을 도입하는 것에 대해 보수적이고 꼼꼼한 경향이 있다.
더 사용 가능한 자유-오픈 소스 소프트웨어는 POSIX API로 쓰인다. 훨씬 많은 개발자들이 비교적으로 POSIX에 비해 리눅스 커널로 흘러들어왔기 때문에 리눅스 커널과 이것의 API는 추가적인 특징들로 주장되어 왔다. 이러한 추가적인 특징들이 기술적인 이점을 제공하는 한 리눅스 API로 프로그래밍 하는 것은 POSIX-API보다 선호되어 왔다. 잘 알려진 현재 예시들은 udev, systemd 그리고 Weston이 있다. 레네트 포터링 같은 사람들은 공개적으로 POSIX API에 대해 리눅스 API를 선호하였다.

### 리눅스 커널의 시스템 호출 인터페이스
시스템 호출 인터페이스는 커널에서 모든 구현과 사용 가능한 모든 시스템 호출 전체를 위한 명칭이다. 다양한 서브시스템들은 자신의 시스템 호출을 정의하며 전체는 시스템 호출 인터페이스라고 불린다.
리눅스 커널 시스템 호출들의 조직과 관련된 다양한 이슈들은 공개적으로 논의되고 있다. 이슈들은 여러 사람들에 의해 지적되고 있다.

### C 표준 라이브러리

GNU C 라이브러리는 리눅스 커널 시스템 호출 인터페이스를 감싼다.

GNU C 라이브러리는 리눅스 커널의 시스템 호출들을 감싼다; 리눅스 커널 시스템 호출 인터페이스와 glibc의 조합이 리눅스 API를 만든다.
- GNU C 라이브러리 (glibc)
- 임베디드 GNU C 라이브러리
- uClibc
- klibc
- Newlib
- musl
- dietlibc
- libbionic 그리고 libhybris

#### POSIX에 대한 추가
다른 유닉스 계열 시스템처럼, POSIX가 아닌 곳에서도 추가적인 역량들이 존재한다.
- cgroups 서브시스템, 이것이 도입한 시스템 호출들 그리고 libcgroup[1]
- 직접 렌더링 관리자의 시스템 호출, 특히 명령어 서브미션을 위한 드라이버 용 ioctls는 POSIX 명세의 한 부분이 아니다.
- 고급 리눅스 사운드 아키텍처는 시스템 호출을 설정할 수 있으며, 이것은 POSIX 명세의 한 부분이 아니다.
- 시스템 호출 futex (빠른 사용자 공간 뮤텍스), epoll, splice, dnotify, fanotify, 그리고 inotify 는 지금까지 리눅스 커널 전용이다.
- 시스템 호출 getrandom 는 리눅스 3.17에서 도입되었다.[11]
- memfd 는 kdbus 개발자들에 의해 제안되었다.[12]
  - memfd_create 는 리눅스 3.17에서 주류가 되었다.
- readahead 는 파일 "read-ahead"를 페이지 캐시로 초기화한다.

DRM는 잘 정의되고 성능에 맞는 자유 그리고 오픈 소스 그래픽 장치 드라이버의 개발과 구현에서 최고의 지위를 가져왔다. DRM은 리눅스를 위해 개발되었으며, 다른 운영 체제에도 복사되었다.

## 리눅스 ABI

리눅스 API 와 리눅스 ABI

장기간 안정적인 크로스-디스트리뷰션 Linux ABI 는 개발자들의 책임이 아니라 리눅스 배포자들의 책임이다! ABI 같은 것은 단지 사용 소프트웨어의 벤더들과 이것을 구입하는 사용자들에게 중요하다.

리눅스 API라는 용어는 커널 사용자 공간 ABI와 관련 있다. 기계어에서 응용 프로그램 이진 인터페이스는 컴파일된 바이너리와 관련 있다. 이러한 ABI 어느 것이라도 명령어 집합과 관련된다. 유용한 ABI를 정의하고 안정적으로 유지하는 것은 리눅스 커널 개발자들이나 GNU C 라이브러리의 개발자들의 책임이 아니라, 리눅스 배포자들과 독립적인 소프트웨어 벤더들의 책임이다.
ABI는 모든 명령어 집합을 위해 정의되며, 이것으로는  x86, x86-64, MIPS, ARMv7-A (32비트), ARMv8-A (64비트) 등이 있다. 이것은 또한 지원된다면 엔디안과 함께 정의된다.
리눅스 ABI는 반드시 소프트웨어를 다른 컴파일러와 컴파일할 수 있어야 한다. 자유-오픈 소스 소프트웨어인 컴파일러들로는 GNU 컴파일러 모음과 LLVM/클랭이 있다.
최종 사용자들은 사실 리눅스 API에는 관심이 없고 ABI들에 관심이 있다.

## 커널 내부 API
수많은 커널 내부 API들은 모든 서브시스템들이 다른 서브시스템들과 상호작용하기 위해 존재한다. 이것들은 꽤 안정적이지만 안정성에 대한 보장은 없다.
리눅스 커널은 모놀리딕 커널이므로 장치 드라이버들은 커널 구성 요소이다. 회사들이 자신의 장치 드라이버들을 유지 보수하는 짐을 덜어주기 위해서 장치 드라이버를 위한 안정적인 API들이 반복적으로 요청된다. 리눅스 커널 개발자들은 반복적으로 장치 드라이버들에 대한 안정적인 커널 내부 API를 보장하는 것을 거부한다. 이러한 것을 보장하는 것은 과거 리눅스 커널의 개발을 흔들었으며 미래에도 그럴 것으로 여겨져 오고 있다. 그러므로 리눅스 커널은 자진해서 안정적인 커널 내부 API를 갖지 않는다.

## 커널 내부 ABI
안정적인 커널 내부 API가 없기 때문에, 안정적인 커널 내부 ABI도 존재할 수 없다.

## 같이 보기
- 리눅스 프로그래밍 인터페이스
- 세마포어
- 시스템 호출 : 이것은 프로그램이 커널에서 서비스를 요청하는 것을 가능하게 하는 기능이다.
  - 파일 서술자
  - 넷링크
- 윈도우 API : 마이크로소프트 윈도우 운영 체제들에서 사용 가능한 다양한 API들에 대한 글
  - windows.h : C를 위한 헤더파일로서, 윈도우 API에서의 모든 함수들을 위한 선언들을 포함한다.
- 와인 : 리눅스와 마이크로소프트 윈도우 용 프로그램 사이의 호환 계층
- libhybris – 리눅스와 안드로이드 용으로 쓰인 프로그램 사이의 호환 계층